# 阿布·穆斯利姆·图尔克马尼

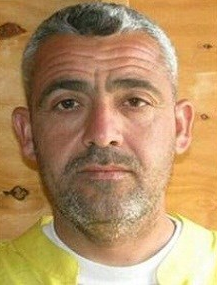
阿布·穆斯利姆·图尔克马尼

法德赫·艾哈迈德·阿卜杜拉·希亚里（？—2015年8月18日），又名阿布·穆斯利姆·图尔克马尼（阿拉伯语：‎）、哈吉·穆塔兹（Haji Mutazz），是极端伊斯兰恐怖主义组织伊斯兰国的一名领袖。
他是一名土库曼人，出生在伊拉克尼尼微省的泰勒阿费尔。在萨达姆政权时期，他是伊拉克的一名陆军上校。后加入“伊斯兰国”，成为该组织任命的“伊拉克埃米尔”，与“叙利亚埃米尔”阿布·阿里·安巴里同为该组织的二号人物。
2015年8月18日，在美军一次空袭摩苏尔的行动中，图尔克马尼被炸死。同年10月，他的死讯被“伊斯兰国”发言人阿布·穆罕默德·阿德纳尼证实。